# 翠亨站
翠亨站，是广珠城际铁路的一座高架车站，位於广东省中山市南朗街道近翠亨村，是广珠城际進入中山市境内的第一站，于2024年1月10日开始营业。

## 車站結構
南朗站为两层侧式站台站，一层为候车厅，二层为站台。
| 地上二层 | 侧式站台 | 侧式站台                          | 侧式站台 | 侧式站台 |
|          | 2站台    | 广珠城际 广州南方向（下站：南朗） |          |          |
|          | 1站台    | 广珠城际 珠海方向（下站：珠海北） |          |          |
|          | 侧式站台 |                                   |          |          |
| 地面     | 站厅     | 进出站口、售票处、候车区          |          |          |

## 历史
广珠城际起初并无本站。当地政府为宣传三乡温泉、孙中山故居，故增设温泉站（又称中山温泉站）。后为推动翠亨新区发展，本站定名翠亨站。
由于车站较晚落实新增，车站建设进度较慢。2010年广珠城际开展联调联试前，本站仅完成了桥梁桩基础施工。广珠城际开始联调联试时，翠亨站按照营业线要求施工，完成了站房基础及混凝土结构、站台梁墩身及帽梁施工。2011年广珠城轨正式运营后，翠亨站按营业线要求，在轨道梁防撞墙外侧进行站台梁施工，并于4月底完成了站台梁主体施工。
2017年底，翠亨站项目重启。2018年7月，正式重启施工。至当年12月，已建成生活配套房以及部分设备房，但因建设协议到期等原因再次停工。
2020年，翠亨站再度重启建设。4月时，本站附近路轨实施限速。同年12月，车站变电所成功送电，车站也已基本完工，但一直无下文。
2024年1月10日全国铁路调图后，翠亨站终获开通运营。

## 利用状况
翠亨站开通时，共有5趟广州方向列车和3趟珠海方向列车停靠。